# Davenport (Iowa)
Davenport város az USA Iowa államában. Lakosainak száma 101 724 fő (2020. április 1.).

## Népesség
A település népességének változása:

| 2010 | 99 685  |
| 2020 | 101 724 |